# Операция «Немыслимое»
Опера́ция «Немы́слимое» (англ. Operation Unthinkable) — кодовое название двух планов (наступательного, затем оборонительного) Великобритании  (где противником рассматривался СССР), разработанных британскими штабными офицерами весной—летом 1945 года. Оба плана были разработаны по заданию премьер-министра Уинстона Черчилля Объединённым штабом планирования военного кабинета находящегося в Великобритании, в глубочайшем секрете даже от других штабов. Наступательный план был отвергнут Комитетом начальников штабов Великобритании как неосуществимый в военном отношении. Этот британский проект в 1945 году не был согласован с США. Правительство Великобритании категорически отрицало существование этих планов вплоть до 1998 года. В настоящее время документы, относящиеся к этим планам, хранятся в Национальном архиве Великобритании.

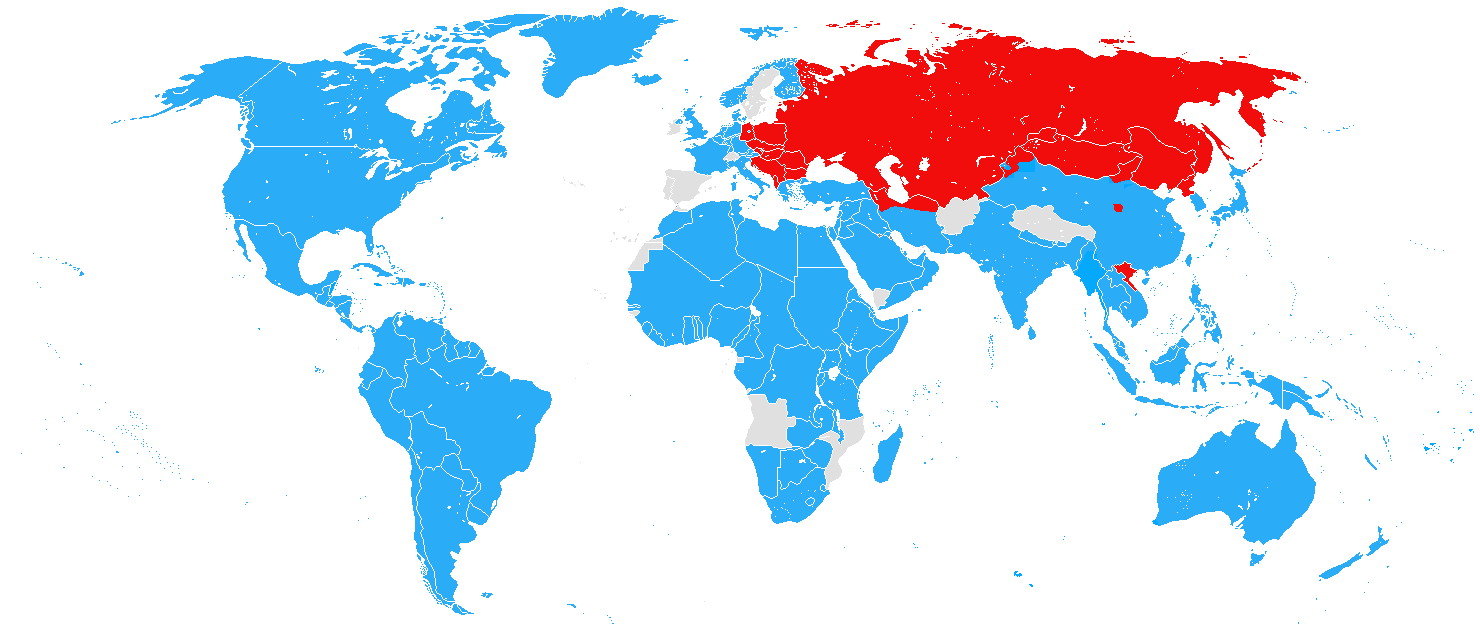
Территории контролируемые Западными союзниками антигитлеровской коалиции (синий) и территории контролируемые СССР с его союзниками (красный) в сентябре 1945

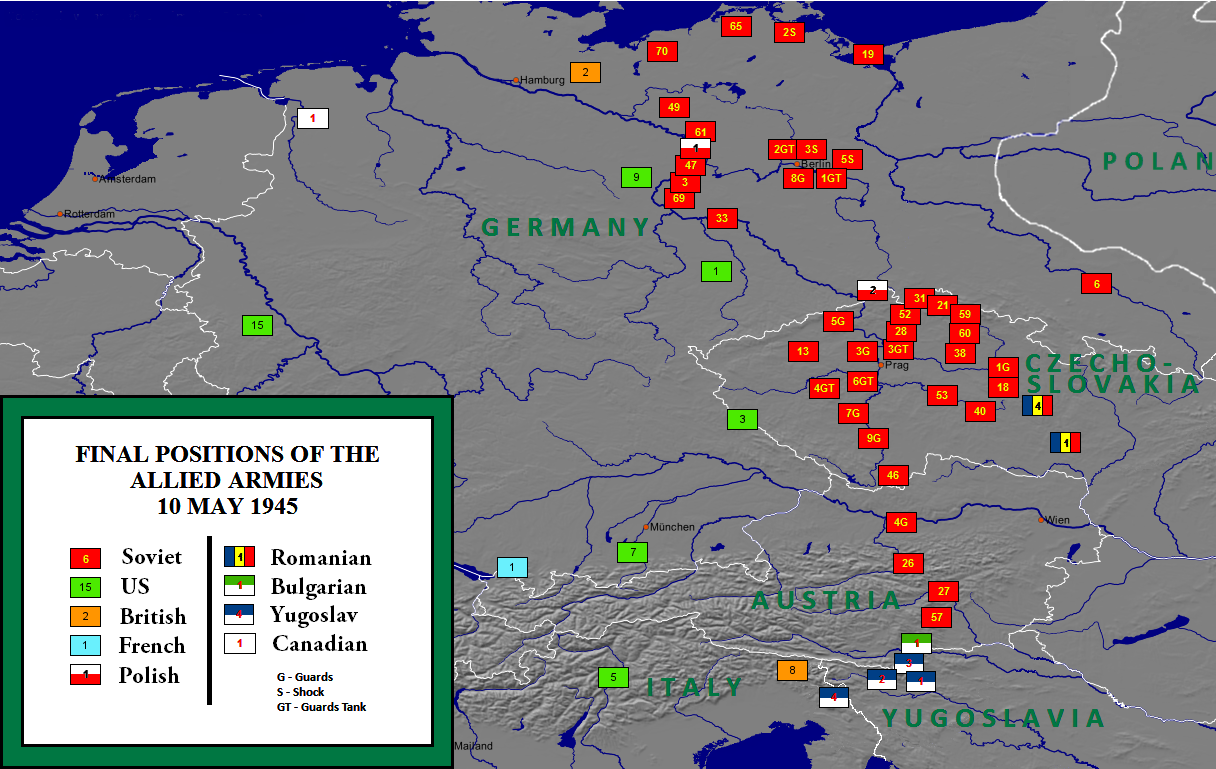
Положение войск Западных союзников на 10 мая 1945

Непосредственной целью наступательного плана являлось силовое «вытеснение» советских войск из Польши, оборонительного — организация обороны Британских островов в случае возможного советского вторжения в Западную Европу после ухода оттуда американских войск. В некоторых источниках план наступательной операции рассматривается как план Третьей мировой войны. Черчилль указал в комментариях на представленный ему проект плана, что план представляет собой «предварительный набросок того, что, я надеюсь, всё ещё является чисто гипотетической вероятностью».

## Предыстория

### Военно-политическая ситуация весной 1945 года
К апрелю 1945 года Красная армия полностью контролировала территории Польши, Венгрии, Румынии, Болгарии, частично — Чехословакии, Австрии и Германии. Как советские, так и англо-американские войска стран антигитлеровской коалиции вели стремительное наступление вглубь территории агонизирующего Германского Рейха. 13 апреля советские войска заняли столицу Австрии город Вена, 16 апреля приступили к операции по взятию Берлина. 25 апреля произошла исторически важная встреча американских и советских войск на Эльбе, в районе города Торгау.
На Тихом океане японские войска были выбиты практически со всех ранее захваченных ими территорий, а японский военно-морской флот разгромлен. Тем не менее сухопутные войска Японии ещё представляли собой мощную силу, борьба с которой в Китае и на самих Японских островах могла, по расчётам американского командования, затянуться до 1947 года и потребовать больших жертв. Это делало США и Великобританию жизненно заинтересованными в помощи Советского Союза, который на Ялтинской конференции дал обязательство выступить против Японии через 3 месяца после победы над Германией.

### Оценка Черчиллем политической ситуации и задач западных союзников

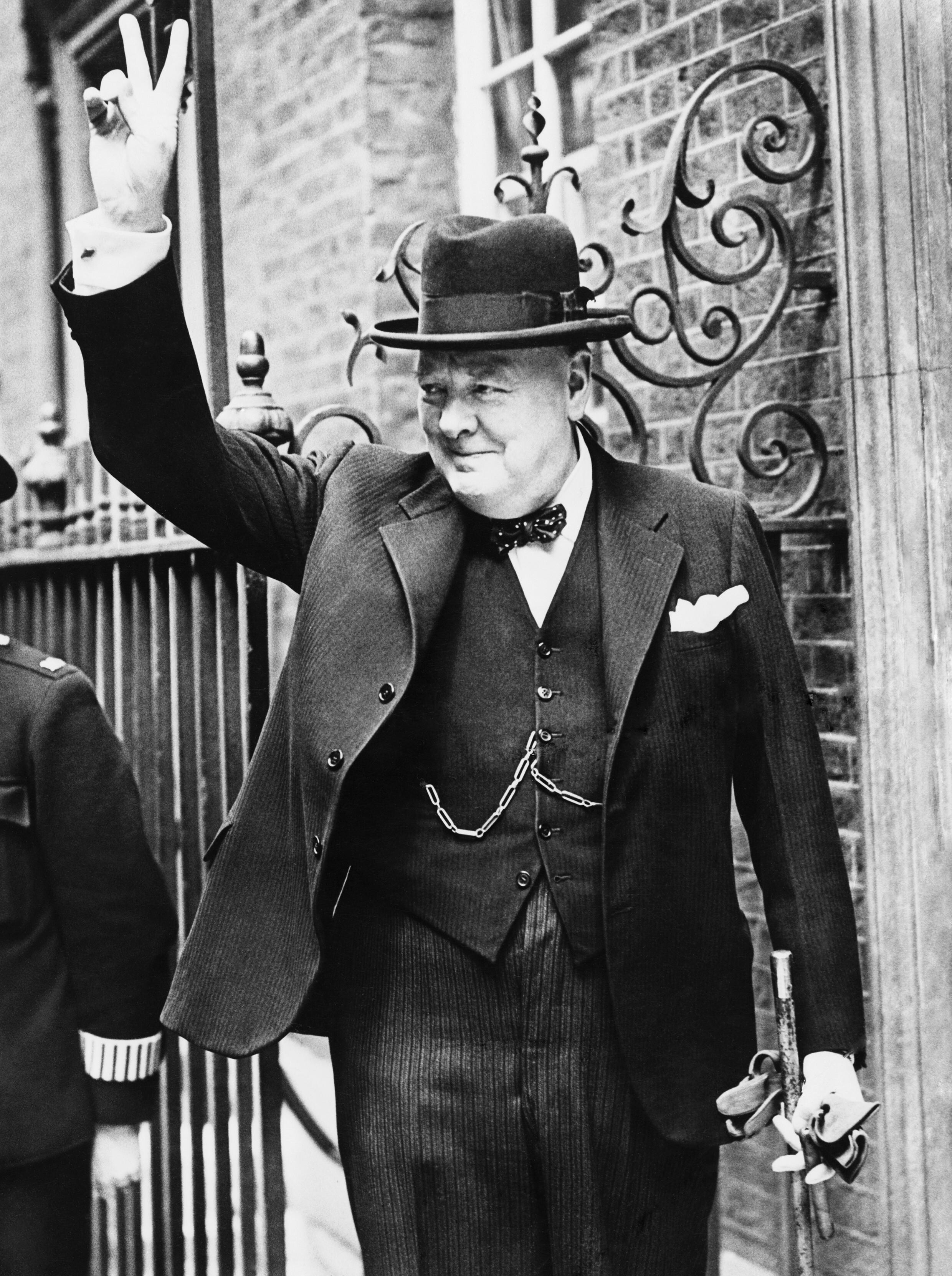
Уинстон Черчилль, 5 июня 1943 г.

Впоследствии в своих мемуарах Черчилль следующим образом сформулировал свой взгляд на сложившуюся весной 1945 года ситуацию: «Уничтожение военной мощи Германии повлекло за собой коренное изменение отношений между коммунистической Россией и западными демократиями. Они потеряли своего общего врага, война против которого была почти единственным звеном, связывавшим их союз. Отныне русский империализм и коммунистическая доктрина не видели и не ставили предела своему продвижению и стремлению к окончательному господству». Из этого, по оценке Черчилля, проистекали следующие практические выводы для западной стратегии и политики:

- во-первых, Советская Россия стала смертельной угрозой для свободного мира;
- во-вторых, немедленно создать новый фронт против её стремительного продвижения;
- в-третьих, этот фронт в Европе должен уходить как можно дальше на восток;
- в-четвёртых, главная и подлинная цель англо-американских армий — Берлин;
- в-пятых, освобождение Чехословакии и вступление американских войск в Прагу имеет важнейшее значение;
- в-шестых, Вена, по существу вся Австрия, должна управляться западными державами, по крайней мере на равной основе с русскими Советами;
- в-седьмых, необходимо обуздать агрессивные притязания маршала Тито в отношении Италии...

### Польский вопрос

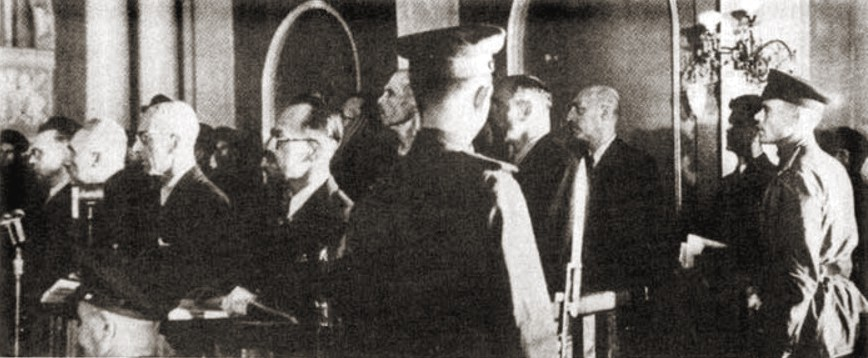
Арестованные деятели польского правительства на процессе в Москве, июнь 1945 г.

Наиболее болезненным в отношениях между западными союзниками и СССР был польский вопрос. Англо-американцы пытались не допустить утверждения в Польше созданного Сталиным коммунистического правительства, отстаивая легитимность базировавшегося в Лондоне Правительства Польши в изгнании, которое продолжало традицию довоенной польской государственности и имело широкую поддержку и разветвлённые структуры в самой Польше (остававшиеся в подполье как при Третьем рейхе, так и после окончания войны в Европе). В самой Польше шла вооружённая борьба между сторонниками коммунистического («люблинского») правительства, поддерживаемыми советской военной администрацией, и сторонниками эмигрантского «лондонского» правительства, которых возглавлял комендант Армии Крайовой генерал Леопольд Окулицкий. Правительство в изгнании (премьер-министр Томаш Арцишевский) никогда не признало решения «большой тройки» o «линии Керзона» (Черчилль, Сталин и Рузвельт договорились, что восточные границы Польши будут проходить примерно по линии Керзона) и потому не могло, по мнению СССР, США и Великобритании, претендовать на власть в стране , «либерум вето» польских антикоммунистов в планы «большой тройки» не входило. Правительства Великобритании и США после многочисленных неудачных попыток склонить эмигрантское правительство в пользу принятия постановлений глав «большой тройки» («линия Керзона», кадровые компромиссы) в конце концов решили обойтись без эмигрантского «лондонского» правительства.  Британское правительство, обеспокоенное негативным влиянием польского вопроса на его отношения с СССР продолжало поддерживать, по его мнению, наиболее здравомыслящих польских  политиков, которые уже не входили в состав польского эмигрантского правительства; отношения Великобритании с правительством Т. Арцишевского сводились фактически только к его признанию. Присутствие на занятой Красной Армией части территории Польши, действующей советской армии численностью в 2,5-3 млн человек, многих десятков её военных комендатур, войск НКВД охраны тыла фронтов и армий, органов безопасности и частей Войска Польского крайне затрудняло деятельность всего антикоммунистического подполья в тылу советских войск. Согласно договорённостям, достигнутым главами СССР, США и Великобритании в сентябре 1944 года, граница советской зоны оккупации Германии должна была проходить в 150 км западнее Берлина. Все это предвещало переход Польши в советскую сферу влияния.
В феврале на Ялтинской конференции между державами был достигнут компромисс, предполагавший «реорганизацию» существующего коммунистического правительства «на более широкой демократической базе с включением демократических деятелей из самой Польши и поляков из-за границы», Рузвельт высказал мнение, что в действительности с 1939 г. никакого польского правительства не существовало. 13 февраля 1945 года польское правительство в изгнании опубликовало заявление, в котором говорилось: «Решения Конференции Трёх относительно Польши не могут быть признаны польским правительством и не могут быть обязательными для польской нации», союзники проигнорировали вето польских властей в изгнании. Из решений конференции становилось ясно, что ядром будущего Правительства национального единства должно стать существовавшее в Польше Временное правительство. Предполагалось, что в результате будет создано Польское Временное правительство национального единства, которое англо-американцы обещали признать и которое должно в скорейшие сроки провести свободные выборы. Подробности «реорганизации» и консультации с поляками были предоставлены особой комиссии (в составе главы НКИД В. М. Молотова, английского и американского послов в Москве). Тем не менее вскоре выяснилось, что, если англо-американцы в нарушение Ялтинских соглашений понимают «реорганизацию» как создание фактически нового правительства из объединения «лондонских» и «люблинских» поляков (при этом посол Гарриман заявил Молотову на заседании комиссии, что, возможно, никто из членов Временного Правительства не попадёт в состав Польского Правительства Национального Единства), то Сталин видит в ней лишь декоративное разбавление прежнего правительства несколькими некоммунистическими, прозападными деятелями. Он категорически выступал против того, что англо-американцы, вопреки достигнутым на Ялтинской Конференции договорённостям по Польше «ставят знак равенства между одиночками из Польши и из Лондона и Временным правительством Польши», и предлагал сформировать правительство по югославскому образцу (Временное правительство Демократической Федеративной Югославии — пропорции 75% : 25%), причём некоммунистические члены правительства должны отличаться лояльностью к СССР. Ещё до окончания войны в Европе 21 апреля 1945 года в Москве был заключён Договор о дружбе, взаимной помощи и послевоенном сотрудничестве между Союзом Советских Социалистических Республик и Польской Республикой на 20 лет, Сталин отверг возражения премьер-министра Великобритании и президента США, 24 апреля Сталин подчёркивал: «Вы, видимо, не согласны с тем, что Советский Союз имеет право добиваться того, чтобы в Польше существовало дружественное Советскому Союзу Правительство, и что Советское Правительство не может согласиться на существование в Польше враждебного ему Правительства». Попытка бойкота результатов Второй мировой войны провалилась. Правительство в изгнании объявило это соглашение недействительным, но фактически оно оставалось в силе до окончания срока действия международного договора в 1965 г. Разговоры о созданию фактически совершенно нового правительства оказались оторванными от действительности. Черчилль и президент США не смогли заставить Сталина передать власть в Польше антикоммунистам, выступавшим против созданной коммунистами государственной власти и существующей польско-советской границы. К июню 1945 года Сталин де-факто установил новые границы Польши. Сталин прекрасно понимал, что возникновение в Польше антисоветского правительства, приведёт к оголению коммуникаций, связывающих Советский Союз с оккупационными войсками в Советской зоне оккупации Германии и попытке пересмотра советско-польской границы. Черчилль был крайне встревожен этими тенденциями, как и доходившими до него сведениями о репрессиях против противников коммунистического правительства: он видел в этом признак стремления Сталина установить в Польше прочную коммунистическую диктатуру.
Уже 13 марта Черчилль в письме Рузвельту констатировал: «мы оказались перед лицом величайшего провала и полного срыва решений, принятых в Ялте, <…> мы, англичане, не располагаем достаточными силами, чтобы двигать это дело дальше, поскольку мы исчерпали свои возможности».
Политические трения по польскому вопросу обострились в апреле, когда после смерти Рузвельта новый президент США Трумэн занял крайне жёсткую позицию по этой проблеме.
В это же время в Лондоне стало известно, что 16 высших деятелей лондонского правительства в Польше во главе с Окулицким, которые в марте были вызваны в Москву якобы для переговоров о формировании правительства — арестованы (они были осуждены в июне на так называемом процессе шестнадцати). Деконспирация организации антисоветского подполья NIE и раскрытие связи антисоветского и антикоммунистического подполья с Лондоном обеспокоила британские власти, арест лидеров фактически обезглавил военно-политическое антикоммунистическое подполье. 5 мая на Сан-Францискской конференции англо-американская делегация выступила с резким заявлением, посвящённым аресту этой «группы выдающихся демократических деятелей». Власти в изгнании раздумывали, как убедить западных союзников начать новую мировую войну за независимость Второй Речи Посполитой, в довоенных границах на Востоке.
В письме Сталину от 29 апреля Черчилль подчёркивал: «Обязательства, которые мы дали в отношении суверенной, свободной, независимой Польши, имеющей правительство, полностью и надлежащим образом представляющее все демократические элементы среди поляков, являются для нас делом долга и чести». Он требовал равного представительства лондонских и люблинских поляков, решительно возражая против сталинского плана создания правительства по югославскому образцу.
Черчилль рассматривал Польшу как ключ к Восточной Европе и считал, что англо-американцы ни в коем случае не должны допустить установления в ней коммунистического господства. В письме своему министру иностранных дел Идену от 4 мая Черчилль высказывает мысль, что «польский тупик» может быть разрешён благодаря отказу отводить американские войска в Германии на оговоренную в Ялте линию раздела сфер оккупации, пока польский вопрос не будет урегулирован. Он выражает крайнюю озабоченность предполагаемым отводом американских войск (отвод «означал бы распространение русского господства ещё на 120 миль на фронте протяжением 300—400 миль» и был бы «одним из самых прискорбных событий в истории»). «Когда всё это окончится и территория будет оккупирована русскими, Польша окажется полностью поглощённой, похороненной в глубине оккупированных русскими территорий» — считает Черчилль, отмечая, что в таком случае весь Восток Европы окажется под советским влиянием и встанет вопрос о советском контроле над Турцией и Константинополем (фактически СССР в тот момент уже начал выдвигать территориальные претензии к Турции). По мнению Черчилля, до вывода американских войск из Европы следует получить гарантии относительно демократического будущего Польши и временного характера советской оккупации Германии. «Если эти вопросы не будут урегулированы до отвода американских армий из Европы и до того, как западный мир свернёт свои военные машины, нельзя будет рассчитывать на удовлетворительное разрешение проблем и перспективы предотвращения третьей мировой войны окажутся весьма слабыми» — отмечает он.

## Наступательный план

### Вводные условия плана
В такой ситуации Черчилль даёт Объединённому штабу планирования Военного кабинета задание представить свои соображения относительно возможной военной кампании против СССР, получившей кодовое название «операция Немыслимое».
Вводные данные (условия, из которых должны исходить планировщики) были заданы следующие:
- Акция получает полную поддержку общественного мнения Британии и США, и моральный настрой англо-американских войск высок;
- Великобритания и США имеют полную поддержку со стороны польских войск и могут рассчитывать на использование немецкой рабочей силы и сохранившегося германского промышленного потенциала;
- На армии остальных западных держав полагаться нельзя;
- СССР вступает в альянс с Японией;
- Дата объявления военных действий — 1 июля 1945 года[34].

### План
План был готов 22 мая. В плане дана оценка обстановки, сформулированы цели операции, определены привлекаемые силы, направления ударов войск западных союзников и их вероятные результаты. В приложениях к плану содержатся сведения о дислокации войск Красной армии (в английских документах, как правило, употребляется термин «русская армия») и западных союзников, а также картографический материал. Время поручения премьер-министра на разработку плана операции не указано, но, учитывая сложность его подготовки, характер и объём самих документов, есть все основания предполагать, что задание премьер-министра было получено планировщиками в апреле 1945 года.
Основной общеполитической целью операции предполагалось навязывание Советскому Союзу воли США и Британии в отношении Польши. Впрочем, подчёркивали планировщики, «хотя „воля“ двух стран и может рассматриваться как дело, напрямую касающееся лишь Польши, из этого вовсе не следует, что степень нашего вовлечения (в конфликт) непременно будет ограниченной». Весьма возможно, что поставленной цели не удастся достичь с помощью ограниченной кампании, даже если она увенчается быстрой победой в операции на территории Германии, так как СССР продолжит активное сопротивление. В последнем случае следует быть готовыми к тотальной войне: «если они (русские) хотят тотальной войны, то они её получат».
План сухопутной кампании предполагал нанесение двух главных ударов в Северо-Восточной Европе в направлении Польши. Наилучшей зоной для наступления рассматривалась территория к северу от линии Цвиккау — Хемниц — Дрезден — Гёрлиц. При этом предполагалось, что остальная часть фронта будет удерживать оборону. Удары предполагались: северный, по оси Штеттин — Шнейдемюль — Быдгощ; и южный, по оси Лейпциг — Коттбус — Познань и Бреслау. На втором этапе наступательной операции планировалось задействовать более восьми тысяч танков. Основные танковые сражения, как предполагалось, развернутся восточнее линии Одер — Нейсе, и от их исхода будет зависеть исход кампании. Несмотря на то, что численно союзники уступают советским силам, у них есть надежда добиться успеха благодаря фактору внезапности и превосходству в управлении войсками и в авиации. В таком случае англо-американцы смогут достичь общей линии Данциг — Бреслау. Далее отмечалось, что, если Красная армия не потерпит решающего поражения западнее этой линии и будет отведена, неизбежна тотальная война. Этот последний вариант рассматривался как крайне нежелательный и рискованный. Он потребует мобилизации всех сил и ресурсов союзников. Отмечалось, что невозможно говорить о пределе продвижения союзников в глубь России, при котором дальнейшее сопротивление русских станет невозможным. Планировщики не представляют себе саму возможность столь же глубокого и быстрого проникновения союзников, как то удалось немцам в 1941 г., не приведя при этом к окончательному успеху.
Планировщики отмечают, что в наступательных операциях удастся задействовать лишь 47 англо-американских дивизий, включая 14 бронетанковых. По их оценкам, им будут противостоять силы, эквивалентные 170 дивизиям союзников, из которых 30 дивизий — бронетанковые. Британцы переоценили численность советских сухопутных войск в Европе. Планировщики предполагали, что их собственные войска должны будут действовать на основе немецкой транспортной сети, почти полностью разрушенной во время Второй мировой войны, под угрозой советских агентов, завербованных в местных коммунистических организациях или проникших в Западную Европу.
Также рассматривалась возможность формирования для участия в операции 10−12 немецких дивизий, которые, впрочем, ещё не могут быть готовы к моменту начала военных действий. Предполагалось выступление против СССР большинства населения Польши и даже армии Берлинга (то есть армии просоветского правительства).

### Заключение Объединённого комитета начальников штабов
План был направлен Черчиллем на рассмотрение высшего штабного органа Британии — Объединённого комитета начальников штабов. 24 мая сотрудники отдела планирования провели встречу с начальниками британских штабов и передали им копию документа. Тридцать первого мая 1945 года, когда начальники британских штабов обсуждали операцию «Немыслимое» с Объединённым комитетом начальников штабов, фельдмаршал Брук, Начальник Имперского Генерального штаба записал в своём дневнике: «Мы больше, чем когда-либо, убеждены, что это невыполнимая задача». 8 июня было составлено заключение Объединённого комитета начальников штабов. Отмечалось, что в Европе англо-американцы обладают 103 дивизиями против советских сил, эквивалентных 264 союзническим дивизиям, а также 8798 самолётами против советских 11742 (впрочем, при двойном превосходстве англо-американцев в стратегической авиации). Безусловным превосходством англо-американцы обладают только на море. В результате английское командование пришло к следующим неутешительным для Черчилля выводам:

- начиная войну с русскими, необходимо быть готовым к длительной и дорогостоящей тотальной войне,
- численный перевес русских на суше делает крайне сомнительной возможность достижения ограниченного и быстрого (военного) успеха.

Поэтому мы считаем, что, если начнется война, достигнуть быстрого ограниченного успеха будет вне наших возможностей и мы окажемся втянутыми в длительную войну против превосходящих сил. Более того, превосходство этих сил может непомерно возрасти, если возрастет усталость и безразличие американцев и их оттянет на свою сторону магнит войны на Тихом океане.
— из заключения Комитета начальников штабов, направленного У. Черчиллю
Ослабление Британской империи не беспокоило американских политиков, США по-прежнему добивались вступления СССР в войну с Японией, после поездки Гарри Хопкинса в Москву американцы достигли соглашения со Сталиным. 30 мая 1945 года Гарри Гопкинс в качестве специального посланника президента США заверил Сталина в Кремле что если в списках людей, которые должны участвовать в коалиционном польском правительстве, будут фигурировать люди, «известные как агенты нынешнего польского правительства в Лондоне» — они будут вычеркнуты, Сталин пообещал ему, что польское правительство включит в себя таких деятелей как Миколайчик и Грабский. Американцы поставили британцев перед фактом: Хопкинс отказался выполнить просьбу Черчилля приземлиться во Франкфурте и доложить британскому премьер-министру о ходе московских переговоров. США не планировали начинать Третью мировую войну из-за провала геополитического проекта Второй Речи Посполитой и польских властей в изгнании, 8 июня 1945 года президент Гарри Трумэн одобрил соглашение, достигнутое в Москве и убедил Черчилля сделать то же самое, Черчилль был вынужден отступить.

## Оборонительный план
В ответной записке Объединённому комитету начальников штабов от 10 июня, Черчилль уже выражает опасение о возможности захвата советскими войсками, благодаря их подавляющему численному превосходству, всей Западной Европы: он отмечает, что в случае ухода части американских войск из Европы, «русские будут иметь возможность продвинуться до Северного моря и Атлантики», и предлагает «продумать чёткий план того, как мы сможем защитить наш Остров». Вместе с тем он отмечает: «Сохраняя кодовое название „Немыслимое“, командование предполагает, что это всего лишь предварительный набросок того, что, я надеюсь, всё ещё чисто гипотетическая вероятность».
Новый план, сохраняющий старое кодовое название «Немыслимое», был готов 11 июля. Планировщики отвергли идею Черчилля о сохранении (в случае советского вторжения в Европу) плацдармов на континенте как не имеющую практической ценности. Защиту Британских островов предполагалось осуществлять, как и в 1940 году, с помощью авиации и флота. Правда, указывалось, что острова окажутся беззащитными в случае использования русскими ракет, и ответить на это можно будет только применением стратегической авиации (в которой у англо-американцев было безусловное преимущество). «Только в случае использования ракет и другого нового оружия, которое может появиться у русских, возникнет серьёзная угроза безопасности нашей страны. Вторжение или серьёзные удары по нашим морским коммуникациям могут быть осуществлены только после длительной подготовки, которая займёт несколько лет» — так формулировались выводы плана.

## Возможная осведомлённость Москвы о плане «Немыслимое»
По мнению профессора Эдинбургского университета Д. Эриксона, план Черчилля помогает объяснить, «почему маршал Жуков неожиданно решил в июне 1945 г. перегруппировать свои силы, получил из Москвы приказ укрепить оборону и детально изучить дислокацию войск западных союзников. Теперь причины понятны: очевидно, план Черчилля стал заблаговременно известен Москве, и советский Генштаб принял соответствующие меры противодействия». План операции «Немыслимое» действительно был передан СССР Кембриджской пятёркой. Первые сведения об операции «Немыслимое» поступили в Москву 18 мая 1945 года с необычной пометкой «Сверхмолния». Информация поступила от агента X, работающего в Лондоне, личность которого остаётся засекреченной, он сообщил, что по приказу Черчилля штаб разрабатывает план внезапного нападения англичан и американцев на советские войска. Доклад об операции «Немыслимое» был представлен Сталину и Молотову генерал-лейтенантом И. И. Ильичёвым. Во второй-третьей декаде мая — июне 1945 года из лондонской резидентуры советской военной разведки продолжали поступать все новые сообщения о ходе разработки операции «Немыслимое», план стал заранее известен СССР, и были приняты необходимые меры по предотвращению данного глобального конфликта.

## Дальнейшие планы на случай войны с СССР
Черчилль, потерпев поражение на выборах летом 1945 года, ушёл в отставку. К власти в Великобритании пришло лейбористское правительство во главе с Клементом Эттли. Эттли был гораздо более благоприятно настроен в отношении СССР, однако с конца 1945 года отношения между Англией и СССР вступают в полосу острого кризиса из-за отказа СССР прекратить оккупацию Северного Ирана (Иранский кризис) и формального предъявления в августе 1946 г. территориальных претензий Турции. В 1946 году правительство Эттли продолжило разработку планов войны с СССР, привлекая для этого США и Канаду. Ведение переговоров было поручено руководителю британской военной миссии в Вашингтоне, участнику Ялтинской и Потсдамской конференций фельдмаршалу X. Вильсону, который обсуждал английские военные проекты с президентом Г. Трумэном, генералом Д. Эйзенхауэром, в то время бывшим главнокомандующим союзными силами в Европе и канадским премьером М. Кингом. В сентябре произошла встреча на яхте вблизи побережья США генерала Д. Эйзенхауэра с британским фельдмаршалом Б. Монтгомери. Стороны в конечном счёте пришли к выводу, что если Красная Армия предпримет в Европе наступление, западные союзники не в силах будут его остановить. Последующие планы войны против СССР разрабатывались уже на уровне НАТО.
В июне 2021 года были опубликованы ранее засекреченные подробности операции. Английская газета Telegraph опубликовала в июне 2021 года документ из Национального архива о плане военной операции против СССР, который был разработан в 1945 году по распоряжению премьер-министра Великобритании Уинстона Черчилля. Популярное британское издание предварило эту публикацию подзаголовком: «Многие полагают, что современные отношения Великобритании с Россией являются ледяными, но это ничто по сравнению с планом войны, составленным 76 лет назад».